# Mykolas Sleževičius
Mykolas Sleževičius   (Raseiniai, 21 de febrer de 1882 - Kaunas, 11 de novembre de 1939) fou un advocat, polític i periodista lituà, que exercí en tres ocasions el càrrec de Primer ministre de Lituània.

## Primers anys
El 1901, Sleževičius es va graduar al Gymnasium de Jelgava, i posteriorment va estudiar Dret a la Universitat d'Odessa. Sleževičius va participar en la Revolució russa de 1905. Després de rebre el títol d'advocat el 1907, va tornar a Lituània i es va unir al Partit Democràtic de Lituània.
Durant els següents cinc anys va treballar com a editor en cap dels diaris Lietuvos ūkininkas (1907-1912), i Lietuvos žinios (1910-1912). Més tard va treballar com a advocat. Quan l'exèrcit alemany va ocupar Lituània el 1915, se'n va anar a Rússia.

## Carrera política

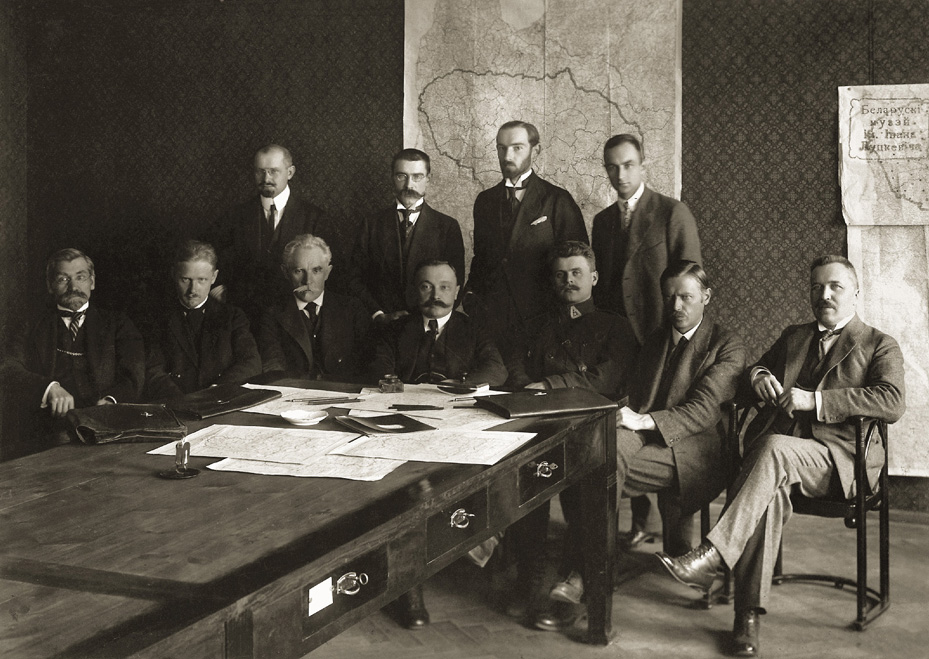
Mykolas Sleževičius (assegut, al mig), cap del quart govern de Lituània.

El 1917, Sleževičius va ser expulsat del Partit dels Camperols Socialistes de Lituània com a resultat de la seva campanya a favor de la independència de Lituània envers Rússia. Més tard va esdevenir un membre influent del Partit Democràtic dels Camperols Socialites de Lituània.
Va ser nomenat com a vicepresident del Consell Suprem de Lituània a Rússia, una organització de la qual més tard en seria el president. El 1918, va ser empresonat pels bolxevics a Vorónej. Fou posat en llibertat i va tornar a Lituània, que s'havia convertit, de nou, en una nació independent.
Quan el Consell de Lituània dissolgué oficialment el gabinet del primer ministre anterior, Augustinas Voldemaras, Sleževičius va servir com a primer ministre de Lituània del 26 desembre de 1918 al 12 de març de 1919. Va rebutjar una oferta dels militars per assumir poders dictatorials. Un mes més tard, va ser nomenat nou primer ministre el 12 d'abril de 1919, i va mantenir el càrrec fins al 7 octubre 1919.
El seu quart gabinet establí un exèrcit de voluntaris, que va esdevenir les Forces Armades Lituanes, i va prendre mesures per frustrar els objectius de l'organització nacionalista polonesa, la Polska Organizacja Wojskowa (POW). Aquesta organització polonesa creia que Lituània era una província de Polònia i es va esforçar per fer que Lituània formés part de la Segona República Polonesa. Al principi, Voldemaras pensava que les milícies lituanes serien una força dissuasiva suficient contra els nacionalistes polonesos, però la insatisfacció generalitzada amb el seu govern anterior reforçà el suport a les voluntàries Forces Armades Lituanes entre la població lituana. El govern de Sleževičius, o "Quart Gabinet" també va establir les bases per a les diverses institucions de l'Estat lituà, incloent-hi les finances, la judicatura i els municipis. El Quart Gabinet va fer el primer esborrany de la reforma agrària.
El 1920, després de l'esclat d'un conflicte armat entre Polònia i Lituània, Sleževičius va ser elegit president del Comitè de Defensa de Lituània (Lietuvos Vyriausias gynimo komitetas).
El 1922, Sleževičius fou elegit membre del Parlament Lituà com a representant de la Unió Popular Agrària Lituana. El 15 de juliol de 1926 va ser nomenat de nou primer ministre i es va mantenir en el càrrec fins al 17 desembre de 1926, quan el seu govern va ser d'enderrocat per un cop d'Estat militar.
A partir de 1927, va treballar com a advocat de diverses organitzacions, i va ser president de la Societat Lituana d'Advocats. Va ser enterrat al cementiri Petrašiūnai de Kaunas.